# Список головних тренерів МФК «Миколаїв»

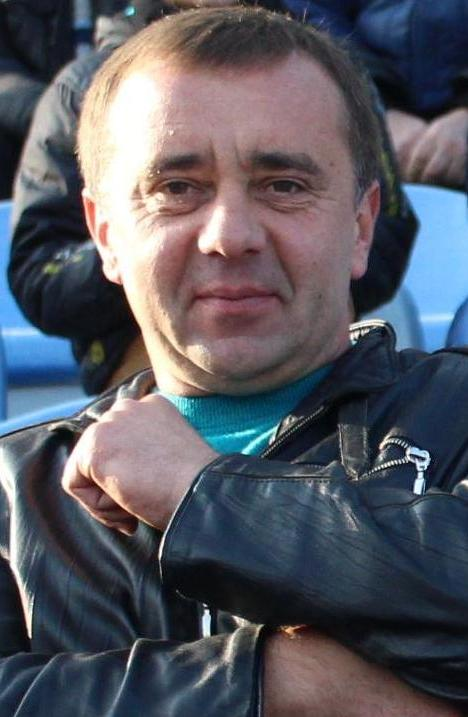
Руслан Забранський — на даний час займає посаду головного тренера МФК «Миколаїв»

Дана стаття являє собою список головних тренерів футбольного клубу «Миколаїв» (раніше відомого як «Наваль», «Андре Марті», «Марті-Бадіна», «Райком металістів», «Суднобудівник», «Авангард», «Евіс») та їх головних досягнень з моменту першої участі цього клубу в професіональному турнірі (1936 рік) і по теперішній час.
Муніципальний футбольний клуб «Миколаїв» (далі — МФК «Миколаїв») — український футбольний клуб з однойменного міста. Заснований в 1920 році, під назвою «Наваль». За всю історію у клубу було 42 головних тренери, одного разу роль головного була розділена між двома тренерами, ще в шести випадках командою керували головні тренери з приставкою «виконуючий обов'язки».
Найуспішнішими, з точки зору досягнутих результатів із клубом, є Юрій Войнов, під керівництвом якого команда єдиний раз у своїй історії брала участь в турнірі за місце у вищому дивізіоні чемпіонату СРСР, а також виходила в півфінал Кубку Радянського Союзу і Євген Лемешко, з яким команда завоювала повний комплект медалей першості УРСР у рамках другої ліги чемпіонату Союзу.
В український період історії команди (з 1992 року) найуспішнішим тренером «корабелів» є Анатолій Заяєв, під керівництвом якого в сезоні 1997/98 «Миколаїв» впевнено зайняв перше місце в турнірі команд першої ліги.
На даний час головним тренером клубу є Руслан Забранський.

## Статистика
Дані відкориговані станом на 7 квітня 2015 року. У статистику включений тільки матчі чемпіонату країни.
- Н/д — відсутні дані

| Фото   | Тренер / Період                                        | Р   | Іг  | В  | Н  | П   | ЗМ  | МП     | % В    | Досягнення | Прим.                       |
| ------ | ------------------------------------------------------ | --- | --- | -- | -- | --- | --- | ------ | ------ | --- | --------------------------- |
|        | Борис Войтенко СРСР 01.1936 — 12.1936                  | КФК | 3   | 3  | 0  | 0   | 9   | 1      | 100,00 | Команда організована в 1920 роке, проте достовірні дані про її головних тренерів є лише починаючи з 1936 року, коли розіграли перший в історії Кубок СРСР. У матчах цього турніру команду очолював Борис Войтенко. У цьому ж році команда Войтенка перемогла в першості України з другої групи. | :200-206, 434               |
|        | Гліб Рябіков СРСР 01.1937 — 12.1937                    | V   | 10  | 3  | 2  | 5   | 9   | 14     | 30,00  | | :207-212, 434               |
|        | Федір Кондратенко СРСР 01.1938 — 12.1938               | КФК | 11  | 7  | 3  | 1   | 26  | 8      | 63,64  | З Кондратенком у 1938 році миколаївці завоювали бронзу чемпіонату УРСР. Ці бронзові медалі досі є найвищим досягненням клубу в розіграшах аматорських турнірів. | :213-217, 434               |
|        | Борис Войтенко СРСР 01.1939 — 09.1940                  | ІІ  | 46  | 17 | 15 | 14  | 61  | 68     | 36,96  | | :218-235, 434               |
|        | Борис Рульов (в.о.) СРСР 09.1940 — 10.1940             | ІІ  | 2   | 1  | 0  | 1   | 4   | 1      | 50,00  | | :218-235, 434               |
|        | Синзимир СРСР 01.1946 — 12.1946                        | ІІ  | 24  | 1  | 3  | 20  | 15  | 58     | 4,17   | Після війни команду знову збирав Борис Войтенко, однак через його раптову смерть у 1946 році в відновленому чемпіонаті СРСР «Суднобудівник» очолював такий собі Синзимир. Далі послідувала щорічна зміна тренера, яка завершилася лише в 1950 році одночасно з розформуванням команди. | :243-248, 434               |
|        | О. Курбатовський СРСР 01.1947 — 12.1947                | ІІ  | 24  | 7  | 5  | 12  | 35  | 53     | 29,17  | | :249-252, 434               |
|        | Олександр Сердюк СРСР 01.1948 — 07.1948                | ІІ  | 6   | 0  | 0  | 6   | 5   | 19     | 0      | | :252-255, 434               |
|        | Федір Кондратенко (в.о.) СРСР 07.1948 — 12.1948        | ІІ  | 8   | 0  | 3  | 5   | 2   | 12     | 0      | | :252-255, 434               |
|        | Леонід Орєхов СРСР Макар Гичкін СРСР 01.1949 — 12.1949 | ІІ  | 34  | 12 | 13 | 9   | 40  | 36     | 35,29  | | :256-260, 434               |
|        | Володимир Восковський СРСР 01.1950 — 12.1950           | КФК | 17  | 11 | 1  | 5   | 28  | 13     | 64,71  | | :260-264, 434               |
|        | Іван Колбанов СРСР 01.1954 — 12.1956                   | КФК | 38  | 17 | 8  | 13  | 79  | 64     | 44,74  | У 1953 році на чолі новоствореної команди став її колишній нападник Іван Колбанов. Він пропрацював із командою декілька років, до її включення до складу учасників класу «Б» радянського чемпіонату. | :273-283, 434               |
|        | Раміз Карічев СРСР 01.1957 — 12.1959                   | ІІ  | 92  | 39 | 26 | 27  | 142 | 116    | 42,39  | Після включення команди до складу учасників класу «Б» радянського чемпіонату Колбанов поступився місцем приїжджому фахівцю Раміза Карічеву, залишившись його помічником, який за три роки привів команду до двох бронзам першою з шести зон класу «Б» (1958, 1959). | :283-303, 434               |
|        | Олег Ошенков СРСР 01.1960 — 08.1960                    | ІІ  | 18  | 10 | 5  | 3   | 28  | 11     | 55,56  | За чинним на той час регламентом, за путівку в клас «А» могли боротися лише переможці зон. Перемогу в зоні здобули в 1960 році Олег Ошенков і змінив його по ходу сезону Костянтин Щегоцький. | :303-307, 434               |
|        | Костянтин Щегоцький СРСР 08.1960 — 12.1960             | ІІ  | 16  | 9  | 4  | 3   | 24  | 16     | 56,25  | Після закінчення зонального турніру клубу потрібно було зіграти стикові матчі з переможцем іншої зони для визначення чемпіона України і право зіграти перехідні матчі за місце в класі «А». Стикові матчі були програні запорізькому «Металурзі», а миколаївська команда задовольнялася першим в своїй історії званням віце-чемпіона України (1960). | :303-307, 434               |
|        | Єіген Горянський СРСР 01.1961 — 08.1961                | ІІ  | 19  | 9  | 5  | 5   | 30  | 23     | 47,37  | | :308-311, 434               |
|        | Михайло Чуркін СРСР 08.1961 — 12.1961                  | ІІ  | 17  | 4  | 5  | 8   | 23  | 29     | 23,53  | | :308-311, 434               |
|        | Олександр Іванов СРСР 01.1962 — 10.1962                | ІІ  | 29  | 10 | 7  | 12  | 30  | 42     | 34,48  | | :312-315, 434               |
|        | Олексій Водягін СРСР 10.1962 — 12.1963                 | ІІ  | 5   | 2  | 1  | 2   | 12  | 8      | 40,00  | | :312-319, 434               |
| ІІІ    | Олексій Водягін СРСР 10.1962 — 12.1963                 | 40  | 11  | 13 | 16 | 34  | 45  | 27,50  |        | | :312-319, 434               |
|        | Володимир Іщенко СРСР 01.1964 — 06.1965                | ІІІ | 49  | 20 | 14 | 15  | 55  | 47     | 40,82  | | :319-328, 434               |
|        | Абрам Лерман СРСР 06.1965 — 04.1967                    | ІІІ | 33  | 16 | 11 | 6   | 46  | 32     | 48,48  | | :324-336, 434               |
| ІІ     | Абрам Лерман СРСР 06.1965 — 04.1967                    | 38  | 8   | 17 | 13 | 27  | 33  | 21,05  |        | | :324-336, 434               |
|        | Юрій Войнов СРСР 04.1967 — 11.1969                     | ІІ  | 119 | 46 | 45 | 28  | 123 | 91     | 38,66  | У квітні 1967 року «Суднобудівник» очолив Юрій Войнов. Під його керівництвом миколаївці у 1968 році виграли турнір у своїй підгрупі другої групи класу «А» і єдиний раз у своїй історії брали участь в розіграші місця в першій групі класу «А» (вищий дивізіон). У фінальному турнірі серед чотирьох переможців підгруп «корабели» змогли перемогти лише львівські «Карпати», і посіли останнє місце. Після закінчення сезону миколаївська команда зайняла 24-й рядок. Стала 6-ю командою України. Старший тренер і начальник команди Юрій Войнов та його помічник — тренер Яків Борисов отримали звання «Заслужений тренер УРСР». Наступний сезон ознаменувався найуспішнішим виступом команди в історії розіграшів кубкових турнірів — виходом «Суднобудівника» в півфінал Кубку СРСР, де миколаївців зупинили ті ж львівські «Карпати». У листопаді 1969 року Войнов перейшов у «Шахтар». На його місце з Донецька прийшов Олег Ошенков. | :333-348, 434               |
|        | Олег Ошенков СРСР 11.1969 — 12.1970                    | ІІ  | 42  | 17 | 14 | 11  | 47  | 36     | 40,48  | | :342-351, 434               |
|        | Євген Лемешко СРСР 01.1971 — 12.1974                   | ІІІ | 181 | 93 | 52 | 23  | 237 | 116    | 51,38  | У 1971 році тренером «корабелів» став миколаївець Євген Лемешко. У першому ж сезоні миколаївці задовольнялися сріблом. У 1972 році пішов спад — 4-те місце. 1973 рік приніс ще одну бронзу. У 1974 році за 4 тури до кінця турніру миколаївці достроково посіли перше місце в 6-й зоні другої ліги першості СРСР. Відрив від другої команди — харківського «Металіста» склав на фініші 10 очок. «Суднобудівник» став чемпіоном України. У перехідному турнірі за вихід в першу лігу Миколаїв виступив невдало — посів останнє 6-те місце. За роботу з миколаївської командою в 1974 році Лемешко отримав звання «Заслужений тренер УРСР». Після завершення сезону пішов із команди. | :351-366, 434               |
|        | Анатолій Норов СРСР 01.1975 — 12.1976                  | ІІІ | 70  | 29 | 21 | 20  | 82  | 63     | 41,43  | | :366-371, 434               |
|        | Віктор Фомін СРСР 01.1977 — 09.1977                    | ІІІ | 37  | 13 | 10 | 14  | 40  | 44     | 35,14  | | :372-376, 434               |
|        | Юрій Заболотний СРСР 09.1977 — 12.1977                 | ІІІ | 7   | 3  | 3  | 1   | 15  | 8      | 42,86  | | :372-376, 434               |
|        | Юрій Войнов СРСР 01.1978 — 07.1979                     | ІІІ | 67  | 21 | 22 | 24  | 63  | 70     | 31,34  | Прийшовши вдруге в команду Юрій Войнов не зміг підняти її вище четвертого місця. | :376-383, 434               |
|        | Григорій Іщенко СРСР 07.1979 — 06.1982                 | ІІІ | 125 | 51 | 39 | 35  | 139 | 102    | 40,80  | | :379-395, 434               |
|        | Євген Пестов СРСР 06.1982 — 12.1983                    | ІІІ | 82  | 29 | 14 | 39  | 93  | 112    | 35,37  | | :392-399, 434               |
|        | Євген Кучеревський СРСР 01.1984 — 12.1985              | ІІІ | 76  | 41 | 19 | 16  | 125 | 59     | 53,95  | З приходом на посаду головного тренера Євгена Кучеревського склад команди був капітальним чином змінений, й аутсайдер, який посів у попередньому сезоні 24-те місце з 26 можливих, перетворився в лідера зони. У 1984 році «Суднобудівник» під керівництвом цього тренера впевнено переміг у групі, й претендував на перше місце в турнірі найсильніших команд зони. Але в домашній грі з головним конкурентом — «Нивою» (Вінниця), яку миколаївці виграли з рахунком 1:0, був порушений регламент — на поле вийшов зайвий гравець. Після протесту «Ниви» результат матчу був анульований, і вінничани стали переможцями зонального турніру. «Суднобудівник» третій. У 1985 році Миколаїв знову зайняв третє місце. Після завершення сезону Кучеревський пішов у «Дніпро» | :399-407, 434.              |
|        | Іван Балан СРСР 01.1986 — 12.1986                      | ІІІ | 40  | 14 | 13 | 13  | 49  | 39     | 35,00  | Після відходу Кучеревського «Суднобудівник» очолив ще один колишній його воротар — Іван Балан. Зайнявши з командою, практично не змінила свій двічі «бронзовий» склад підсумкове 12-те місце, фахівець переведений на посаду тренера. | :407-410, 434               |
|        | Віктор Зубков СРСР 01.1987 — 12.1987                   | ІІІ | 52  | 17 | 10 | 25  | 52  | 65     | 32,69  | | :410-418, 434               |
|        | Геннадій Лисенчук СРСР 01.1988 — 12.1988               | ІІІ | 50  | 22 | 10 | 18  | 66  | 51     | 44,00  | | :414-418, 434               |
|        | Іван Балан СРСР Україна 01.1989 — 06.1992              | ІІІ | 130 | 54 | 29 | 47  | 181 | 152    | 41,54  | Посівши з командою в першому сезоні 17-те місце Балану керівництво надало шанс проявити себе в новому сезоні. У підсумку 1990 рік став одним із найкращих в історії «Суднобудівника». Команда, практично не змінюючи склад, завоювала срібні нагороди другої ліги в першій зоні чемпіонату УРСР серед 19 команд. «Суднобудівник» отримав право перейти в буферну зону, що стало єдиним «підвищенням в класі» за спортивним принципом для миколаївської команди в історії її участі в чемпіонатах СРСР. Балан пропрацював з «корабелами» ще два роки. На цей період прийшов старт команди, яка змінила назву «Суднобудівник» на «Евіс», у чемпіонатах України. У тому короткому турнірі миколаївці зайняли 9-те місце при 10 учасниках і залишили вищу лігу. Балан залишився в історії команди як тренер, довше всіх інших очолював її. Під його керівництвом миколаївці провели 266 матчів чемпіонатів СРСР і України.                       | :418-433, 434               |
| IV     | Іван Балан СРСР Україна 01.1989 — 06.1992              | 36  | 24  | 5  | 7  | 60  | 31  | 66,67  |        | Посівши з командою в першому сезоні 17-те місце Балану керівництво надало шанс проявити себе в новому сезоні. У підсумку 1990 рік став одним із найкращих в історії «Суднобудівника». Команда, практично не змінюючи склад, завоювала срібні нагороди другої ліги в першій зоні чемпіонату УРСР серед 19 команд. «Суднобудівник» отримав право перейти в буферну зону, що стало єдиним «підвищенням в класі» за спортивним принципом для миколаївської команди в історії її участі в чемпіонатах СРСР. Балан пропрацював з «корабелами» ще два роки. На цей період прийшов старт команди, яка змінила назву «Суднобудівник» на «Евіс», у чемпіонатах України. У тому короткому турнірі миколаївці зайняли 9-те місце при 10 учасниках і залишили вищу лігу. Балан залишився в історії команди як тренер, довше всіх інших очолював її. Під його керівництвом миколаївці провели 266 матчів чемпіонатів СРСР і України.                       | :418-433, 434               |
| ІІІ    | Іван Балан СРСР Україна 01.1989 — 06.1992              | 42  | 15  | 8  | 19 | 61  | 55  | 35,71  |        | Посівши з командою в першому сезоні 17-те місце Балану керівництво надало шанс проявити себе в новому сезоні. У підсумку 1990 рік став одним із найкращих в історії «Суднобудівника». Команда, практично не змінюючи склад, завоювала срібні нагороди другої ліги в першій зоні чемпіонату УРСР серед 19 команд. «Суднобудівник» отримав право перейти в буферну зону, що стало єдиним «підвищенням в класі» за спортивним принципом для миколаївської команди в історії її участі в чемпіонатах СРСР. Балан пропрацював з «корабелами» ще два роки. На цей період прийшов старт команди, яка змінила назву «Суднобудівник» на «Евіс», у чемпіонатах України. У тому короткому турнірі миколаївці зайняли 9-те місце при 10 учасниках і залишили вищу лігу. Балан залишився в історії команди як тренер, довше всіх інших очолював її. Під його керівництвом миколаївці провели 266 матчів чемпіонатів СРСР і України.                       | :418-433, 434               |
| І      | Іван Балан СРСР Україна 01.1989 — 06.1992              | 18  | 3   | 4  | 11 | 12  | 29  | 16,67  | :470   | Посівши з командою в першому сезоні 17-те місце Балану керівництво надало шанс проявити себе в новому сезоні. У підсумку 1990 рік став одним із найкращих в історії «Суднобудівника». Команда, практично не змінюючи склад, завоювала срібні нагороди другої ліги в першій зоні чемпіонату УРСР серед 19 команд. «Суднобудівник» отримав право перейти в буферну зону, що стало єдиним «підвищенням в класі» за спортивним принципом для миколаївської команди в історії її участі в чемпіонатах СРСР. Балан пропрацював з «корабелами» ще два роки. На цей період прийшов старт команди, яка змінила назву «Суднобудівник» на «Евіс», у чемпіонатах України. У тому короткому турнірі миколаївці зайняли 9-те місце при 10 учасниках і залишили вищу лігу. Балан залишився в історії команди як тренер, довше всіх інших очолював її. Під його керівництвом миколаївці провели 266 матчів чемпіонатів СРСР і України.                       |                             |
|        | Владлен Науменко Україна 07.1992 — 12.1992             | ІІ  | 21  | 7  | 7  | 7   | 19  | 16     | 33,33  | Новий тренер Владлен Науменко привернув в команду першої ліги місцевих гравців. За підсумками першого кола «Евіс» зайняв 7-е місце, а керівництво клубу вирішило залучити більше амбітного тренера. Від запропонованої вакансії другого тренера Науменко відмовився і повернувся в дитячо-юнацький футбол. | :470                        |
|        | Леонід Колтун Україна 12.1992 — 06.1994                | ІІ  | 59  | 36 | 10 | 13  | 117 | 55     | 61,02  | Леонід Колтун пропрацював із командою півтора сезони. За підсумками другого кола результат попередника поліпшений не було (підсумкове 7-ме місце). Зате через рік Колтун у тандемі з тренером Валерієм Журавко зайняв 2-ге місце та вивів «Евіс» до вищої ліги, після чого вирішив залишити команду. | :470                        |
|        | Валерій Журавко Україна 07.1994 — 09.1994              | І   | 10  | 2  | 0  | 8   | 9   | 28     | 20,00  | Зі старту в «вишці» командою керував Журавко самостійно. Старт не вдався й через два місяці відбулася відставка головного тренера. | :470                        |
|        | Євген Кучеревський Україна 10.1994 — 03.1997           | І   | 58  | 19 | 13 | 26  | 61  | 84     | 32,76  | У жовтні 1994 року в команду повернувся Євген Кучеревський. Прихід досвідченого тренера збігся зі створенням спорт-клубу «Миколаїв» і зміною назви команди. Величезними зусиллями в перший сезон вдалося зберегти прописку у вищій лізі, але вже через рік в класі довелося понизитися. Кучеревський затримався в Миколаєві ще на 9 місяців, і пішов у відставку лише на старті другого кола в 1-й лізі. | :470                        |
| ІІ     | Євген Кучеревський Україна 10.1994 — 03.1997           | 26  | 13  | 7  | 6  | 44  | 20  | 50,00  |        | У жовтні 1994 року в команду повернувся Євген Кучеревський. Прихід досвідченого тренера збігся зі створенням спорт-клубу «Миколаїв» і зміною назви команди. Величезними зусиллями в перший сезон вдалося зберегти прописку у вищій лізі, але вже через рік в класі довелося понизитися. Кучеревський затримався в Миколаєві ще на 9 місяців, і пішов у відставку лише на старті другого кола в 1-й лізі. | :470                        |
|        | Сергій Пучков (в.о.) Україна 04.1997 — 05.1997         | ІІ  | 14  | 7  | 2  | 5   | 16  | 11     | 50,00  | Сергій Пучков керував командою в ранзі виконуючого обов'язки головного тренера. Наймолодший за віком тренер в історії МФК «Миколаїв». | :470                        |
|        | Анатолій Заяєв Україна 05.1997 — 06.1998               | ІІ  | 48  | 32 | 8  | 8   | 100 | 37     | 66,67  | Анатолій Заяєв провів із командою 6 ігор у сезоні 1996/97 і весь сезон 1997/98, за підсумками якого команда посіла перше місце, завоювала звання чемпіона України серед команд першої ліги і вийшла до вищої ліги. Ще за три місяці до фінішу чемпіонату в клубі припинилася виплата зарплат, а провідні футболісти Лавренцов, Пономаренко, Бугай і Забранський підписали контракти з «Кривбасом». Заяєв висунув клубу ультиматум — або ці футболісти залишаються, або він йде. Компромісу знайти не вдалося, і тренер пішов із команди. | :470.                       |
|        | Анатолій Коньков Україна 07.1998 — 09.1998             | І   | 12  | 2  | 3  | 7   | 9   | 22     | 16,67  | Анатолій Коньков найтитулованіший, як гравець, наставник миколаївської команди. Коньков пішов після 12-го туру, коли команда посідала 14 місце з 16 команд. Причиною відставки стала неможливість досягати результату з командою в умовах важкого фінансової кризи та хронічних заборгованостей по заробітній платі. | :470                        |
|        | Леонід Ніколаєнко (в.о.) Україна 09.1998 — 09.1998     | І   | 4   | 0  | 1  | 3   | 2   | 10     | 0      | Леонід Ніколаєнко керував командою як виконувач обов'язків головного тренера. | :470                        |
|        | Іван Краснецький Україна 12.1998 — 03.1999             | І   | 1   | 0  | 0  | 1   | 0   | 2      | 0      | Іван Краснецький — провів із командою зимовий підготовчий період і 1 матч другого кола. | :470                        |
|        | Михайло Калита Україна 03.1999 — 08.2003               | І   | 13  | 0  | 2  | 11  | 7   | 33     | 0      | «Миколаїв» став першим клубом Махал Калити в ранзі головного тренера. Під його керівництвом «корабели» завершили сезон у вищій лізі. В цілому Калита на чолі команди провів 4,5 року, чим повторив рекорд Балана, але при цьому команда зіграла на багато менше матчів. У цей період перед командою серйозніші завдання не стояли, але одного разу вдалося зайняти 4-те місце в першій лізі (2000/01). Після невдалого старту в сезоні 2003/04 пішов у відпустку (з подальшою відставкою). | :470                        |
| ІІ     | Михайло Калита Україна 03.1999 — 08.2003               | 140 | 59  | 33 | 48 | 150 | 155 | 42,14  |        | «Миколаїв» став першим клубом Махал Калити в ранзі головного тренера. Під його керівництвом «корабели» завершили сезон у вищій лізі. В цілому Калита на чолі команди провів 4,5 року, чим повторив рекорд Балана, але при цьому команда зіграла на багато менше матчів. У цей період перед командою серйозніші завдання не стояли, але одного разу вдалося зайняти 4-те місце в першій лізі (2000/01). Після невдалого старту в сезоні 2003/04 пішов у відпустку (з подальшою відставкою). | :470                        |
|        | Валерій Мазур (в.о.) Україна 08.2003 — 09.2003         | ІІ  | 3   | 0  | 2  | 1   | 1   | 2      | 0      | Валерій Мазур керував командою у статусі «в.о.». | :470                        |
|        | Роман Покора Україна 09.2003 — 06.2004                 | ІІ  | 24  | 10 | 5  | 9   | 23  | 19     | 41,67  | Роман Покора покликали рятувати «корабелів» від вильоту з першої ліги, з чим він успішно впорався. | :470                        |
|        | Григорій Іщенко Україна 06.2004 — 06.2005              | ІІ  | 37  | 9  | 8  | 16  | 20  | 43     | 24,32  | Григорій Іщенко під час свого другого приходу в команду відзначився найнижчим на той час місцем команди в першій лізі чемпіонату України (17-те з 18), єдиним в історії вильотом до другої ліги за спортивним принципом і закономірною відставкою. | :470                        |
|        | Леонід Гайдаржи Україна 07.2005 — 05.2007              | ІІІ | 28  | 22 | 3  | 3   | 56  | 11     | 78,57  | Леонід Гайдаржи зміг із першої ж спроби завоювати путівку в першу лігу, але непевний виступ «Миколаєва» в першому дивізіоні змусило керівництво клубу знову змінити головного тренера. | :470                        |
| ІІ     | Леонід Гайдаржи Україна 07.2005 — 05.2007              | 29  | 7   | 9  | 13 | 23  | 36  | 24,14  |        | Леонід Гайдаржи зміг із першої ж спроби завоювати путівку в першу лігу, але непевний виступ «Миколаєва» в першому дивізіоні змусило керівництво клубу знову змінити головного тренера. | :470                        |
|        | В'ячеслав Мазараті Україна 05.2007 — 01.2009           | ІІ  | 45  | 18 | 14 | 13  | 43  | 31     | 40,00  | Миколаївський фахівець В'ячеслава Мазараті встиг попрацювати з командою як в першій, так і в другій лізі, куди «Миколаїв» був відправлений через фінансові проблем замість остаточного розформування. | :470                        |
| ІІІ    | В'ячеслав Мазараті Україна 05.2007 — 01.2009           | 20  | 6   | 6  | 8  | 18  | 19  | 30,00  |        | Миколаївський фахівець В'ячеслава Мазараті встиг попрацювати з командою як в першій, так і в другій лізі, куди «Миколаїв» був відправлений через фінансові проблем замість остаточного розформування. | :470                        |
|        | Михайло Калита Україна 02.2009 — 04.2010               | ІІІ | 27  | 13 | 9  | 5   | 31  | 17     | 48,15  | Михайлу Калиті в другий період роботи з командою не вдалося повернути клуб у першу лігу. | [ 14 ] [ 15 ]               |
|        | В'ячеслав Мазараті Україна 04.2010 — 08.2010           | ІІІ | 8   | 4  | 2  | 2   | 10  | 5      | 50,00  | | [ 15 ]                      |
|        | Руслан Забранський Україна 08.2010 — 06.2013           | ІІІ | 18  | 14 | 2  | 3   | 28  | 11     | 77,78  | Руслан Забранський був одним із лідерів «золотої» команди Заяєва 1997/98, найкращим бомбардиром «корабелів» у чемпіонатах України. Забранський перевершив досягнення Гайдаржи, вивівши «Миколаїв» у першу лігу менш ніж за один сезон. Після завершення сезону 2012/13, в якому миколаївці посіли шосте місце в першій лізі — найвище за останні десять років, тренер несподівано пішов у відставку, пославшись на втому від важкого, сповненого нервами й тривогами, сезону. | [ 16 ] [ 17 ] [ 18 ]        |
| ІІ     | Руслан Забранський Україна 08.2010 — 06.2013           | 68  | 25  | 13 | 30 | 78  | 92  | 36,76  |        | Руслан Забранський був одним із лідерів «золотої» команди Заяєва 1997/98, найкращим бомбардиром «корабелів» у чемпіонатах України. Забранський перевершив досягнення Гайдаржи, вивівши «Миколаїв» у першу лігу менш ніж за один сезон. Після завершення сезону 2012/13, в якому миколаївці посіли шосте місце в першій лізі — найвище за останні десять років, тренер несподівано пішов у відставку, пославшись на втому від важкого, сповненого нервами й тривогами, сезону. | [ 16 ] [ 17 ] [ 18 ]        |
| ІІ→ІІІ | Руслан Забранський Україна 08.2010 — 06.2013           | 1   | 1   | 0  | 0  | 4   | 3   | 100,00 |        | Руслан Забранський був одним із лідерів «золотої» команди Заяєва 1997/98, найкращим бомбардиром «корабелів» у чемпіонатах України. Забранський перевершив досягнення Гайдаржи, вивівши «Миколаїв» у першу лігу менш ніж за один сезон. Після завершення сезону 2012/13, в якому миколаївці посіли шосте місце в першій лізі — найвище за останні десять років, тренер несподівано пішов у відставку, пославшись на втому від важкого, сповненого нервами й тривогами, сезону. | [ 16 ] [ 17 ] [ 18 ]        |
|        | Олег Федорчук Україна 06.2013 — 11.2013                | ІІ  | 17  | 4  | 3  | 10  | 21  | 28     | 23,53  | Олег Федорчук, пропрацювавши всього близько півроку, подав у відставку через різке погіршення результатів. Команда на той час займала місце в «зоні вильоту», і керівництво клубу прийняло заяву головного тренера. | [ 19 ] [ 20 ] [ 21 ]        |
|        | Володимир Пономаренко (в.о.) Україна 11.2013 — 03.2014 | ІІ  | 3   | 2  | 0  | 1   | 6   | 4      | 66,67  | Володимир Пономаренко виконував обов'язки головного тренера до кінця осінньої частини сезону. | [ 19 ] [ 20 ] [ 22 ]        |
|        | В'ячеслав Мазараті Україна 03.2014 — 06.2014           | ІІ  | 10  | 3  | 1  | 6   | 7   | 17     | 33,33  | Навесні 2014 року команду в третій раз очолив В'ячеслав Мазараті, який останні два роки керував миколаївської «Енергією», розформуваної під час того ж зимової перерви. Склад МФК «Миколаїв» на другу частину чемпіонату формувався аврально, в основному з футболістів, які раніше виступали в другій лізі в тій же «Енергії». У матчах чемпіонату миколаївці трималися в районі 13-го місця, але коли було озвучено рішення ПФЛ про те, що з першої ліги ніхто не вибуває, програли заключні чотири матчі із загальним рахунком — 0:10, й опустилися на останнє місце. | [ 20 ] [ 23 ] [ 24 ] [ 25 ] |
|        | Олег Федорчук Україна 06.2014 — 01.2015                | ІІ  | 17  | 5  | 4  | 8   | 22  | 36     | 29,41  | Напередодні початку нового сезону в команду повернувся Олег Федорчук. Граючи п'ять місяців без зарплати, під його керівництвом команда на зимову перерву пішла на 12-му місці з 16 команд. Не маючи впевненості в майбутньому клубу фахівець залишив його після того, як отримав пропозицію очолити фінансово стабільну «Полтаву». | [ 26 ] [ 27 ] [ 28 ]        |
|        | Юрій Смагін (в.о.) Україна 01.2015 — 02.2015           | ІІ  | 0   | 0  | 0  | 0   | 0   | 0      | 0      | Юрій Смагін — один із найкращих бомбардирів в історії команди призначений виконуючим обов'язки головного тренера після відходу Федорчука. Провів на чолі команди лютневий тренувальний збір і товариський турнір пам'яті В'ячеслава Першина, де миколаївці програли всім своїм трьом суперникам із загальним рахунком 3:9. | [ 29 ]                      |
|        | Анатолій Ставка Україна 03.2015 — 04.2015              | ІІ  | 3   | 0  | 0  | 3   | 4   | 10     | 0      | Анатолій Ставка очолив команду, оскільки єдиний з усіх членів тренерського штабу команди мав ліцензію категорії ПРО. Під його керівництвом команда стартувала у весняній частині змагань із трьох поразок із загальним рахунком 4:10. | [ 30 ]                      |
|        | Руслан Забранський Україна 04.2015 — 11.2018           | ІІ  | 89  | 32 | 21 | 36  | 104 | 118    | 35,96  | | [ 5 ] [ 31 ]                |
| ІІ→ІІІ | Руслан Забранський Україна 04.2015 — 11.2018           | 2   | 1   | 1  | 0  | 1   | 0   | 50,00  |        | | [ 5 ] [ 31 ]                |
|        | Сергій Шищенко Україна 12.2018 — 10.2019               | ІІ  | 26  | 8  | 7  | 11  | 39  | 38     | 30,77  | | [ 32 ] [ 33 ]               |
|        | Юрій Чаус Україна 10.2019 — 12.2019                    | ІІ  | 6   | 1  | 3  | 2   | 5   | 8      | 16,67  | | [ 34 ] [ 35 ]               |
|        | Ілля Близнюк Україна 01.2020 — н.ч.                    | ІІ  | 0   | 0  | 0  | 0   | 0   | 0      | 0      | | [ 36 ]                      |